# Rhaphidophora calophylla
Rhaphidophora calophylla Schott – gatunek wieloletnich, wiecznie zielonych pnączy z rodziny obrazkowatych, pochodzących z obszaru od wschodnich Himalajów do chińskiej prowincji Junnan, zasiedlających lasy deszczowe. Komórki tych roślin posiadają 60 chromosomów tworzących 30 par homologicznych.